# Ocell ratolí de clatell blau
L'ocell ratolí de clatell blau (Urocolius macrourus) és una espècie d'ocell de la família dels còlids (Coliidae). Habita zones més o menys àrides, amb arbusts i amb arbres d'Àfrica subsahariana, a la zona del Sahel, des de Mauritània, cap a l'est fins a Etiòpia i Eritrea, i per l'Àfrica oriental, cap al sud fins a Tanzània.